# Martin Plowman

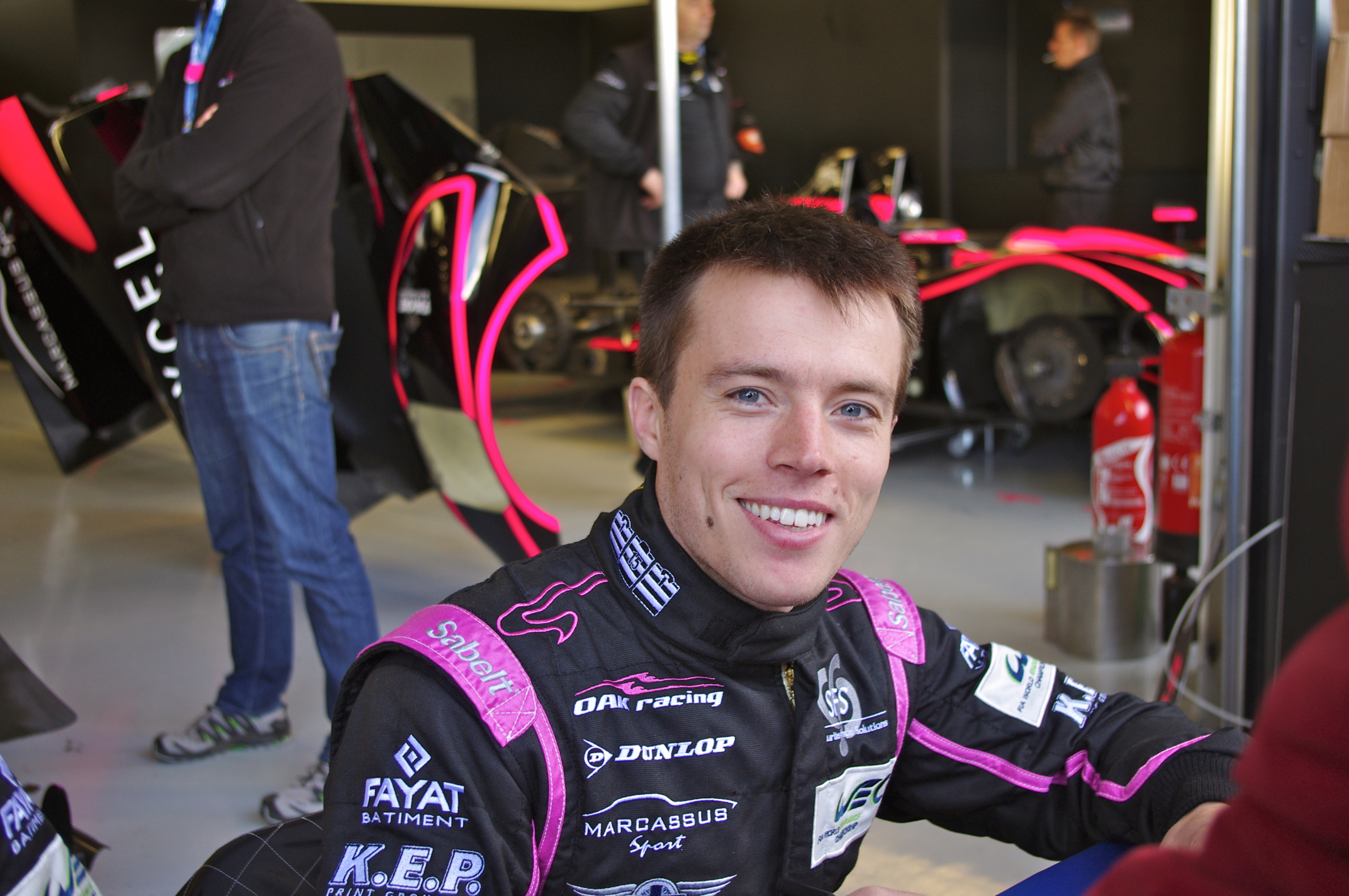
Martin Plowman 2013

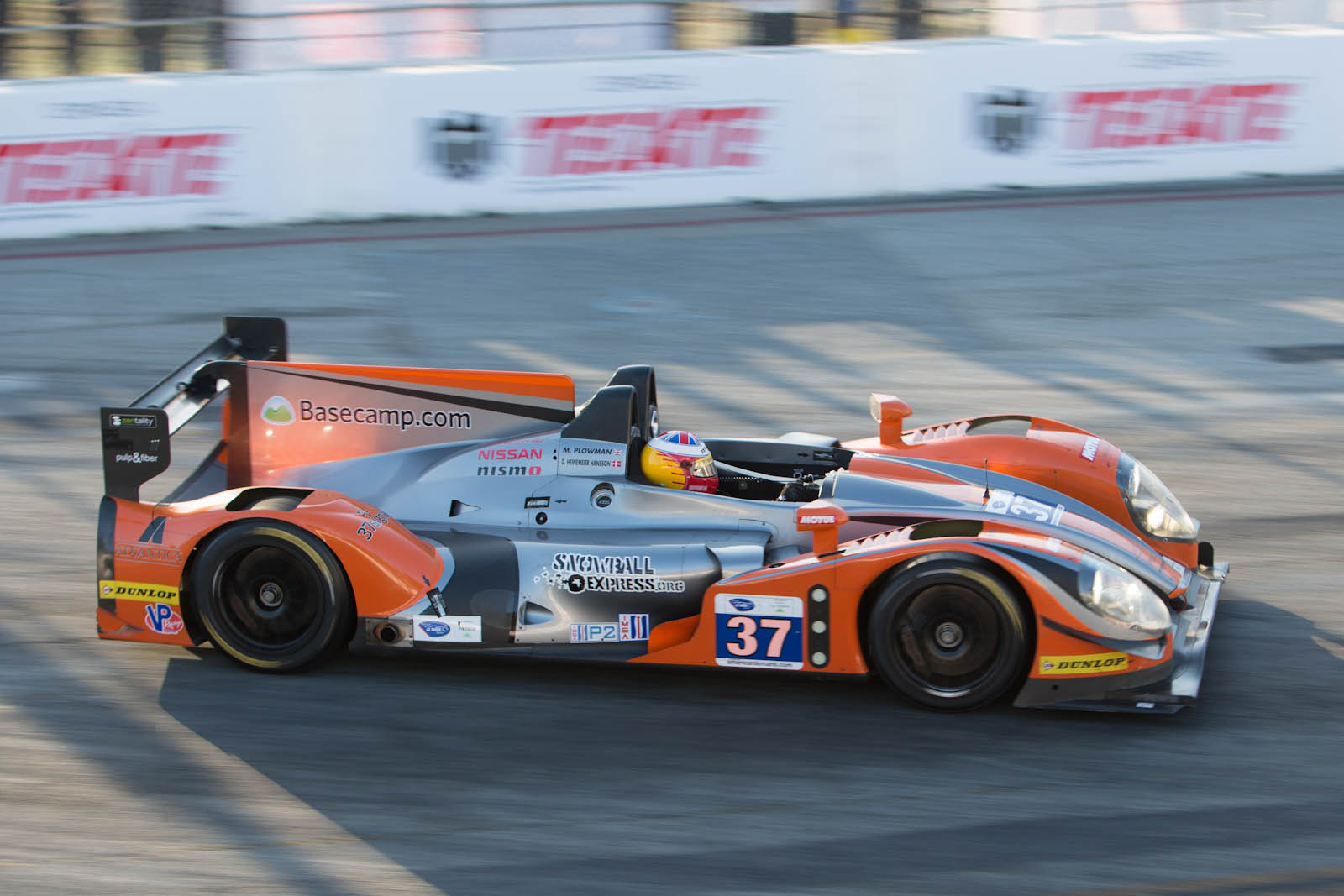
Martin Plowman beim Grand Prix von Long Beach 2012 mit einem Morgan-Nissan in der Klasse LMP2

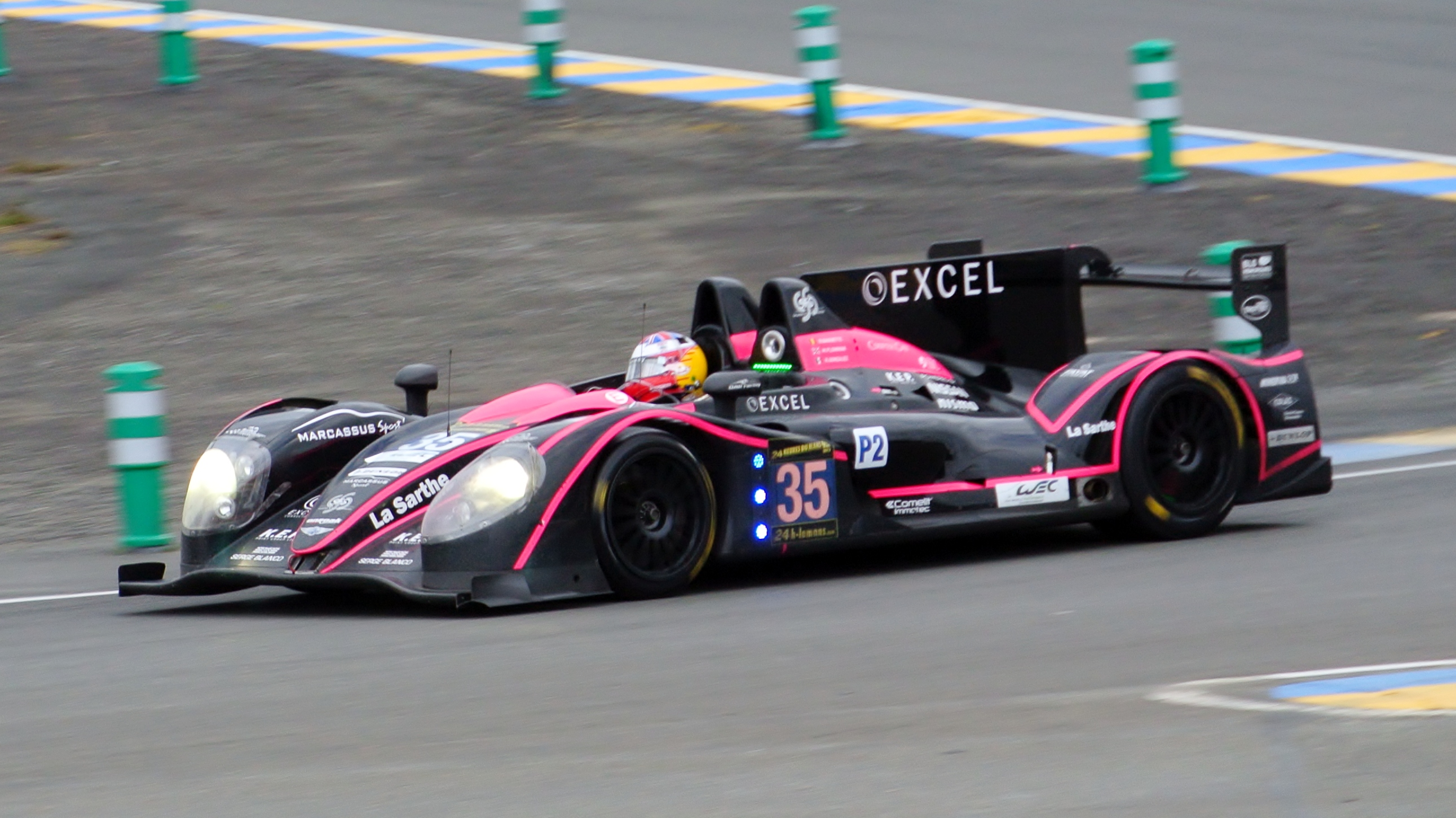
Beim 24-Stunden-Rennen von Le Mans 2013 wurden Martin Plowman und sein Team Sieger in der Klasse LMP2 mit einem Morgan-Nissan

Martin James Plowman (* 3. Oktober 1987 in Burton-upon-Trent) ist ein britischer Automobilrennfahrer.

## Karriere
Wie die meisten Motorsportler begann Plowman seine Karriere im Kartsport, in dem er von 2003 bis 2005 aktiv war. Unter anderem gewann er 2003 die französische Elite-Meisterschaft und 2004 die asiatisch-pazifische Formel-A-Meisterschaft. 2006 wechselte Plowman in den Formelsport zum Prema Powerteam und startete in zwei Rennserien. Während er den fünften Gesamtrang in der italienischen Formel Renault erzielte, wurde er 23. im Formel Renault 2.0 Eurocup. In der nächsten Saison blieb er in beiden Serien und verschlechterte sich in der italienischen Formel Renault auf den siebten, und im Formel Renault 2.0 Eurocup auf den 26. Platz im Gesamtklassement. 2008 wechselte er zu RC Motorsport in die Formel-3-Euroserie und bestritt die ersten sieben Rennwochenenden der Saison. Er kam nie über einen 17. Platz hinaus und belegte am Ende der Saison den 31. Platz in der Gesamtwertung.
2009 entschied sich Plowman für einen Wechsel nach Nordamerika und trat für Panther Racing in der Indy Lights an. Er war überwiegend schneller als seine Teamkollegin Pippa Mann und belegte am Saisonende mit zwei fünften Plätzen als beste Resultate den elften Gesamtrang. 2010 wurde er von AFS Racing/Andretti Autosport unter Vertrag genommen. In Lexington entschied Plowman sein erstes Indy-Lights-Rennen für sich. Er beendete die Saison auf dem dritten Platz der Gesamtwertung. 2011 gab Plowman sein Debüt in der IndyCar Series. Für Sam Schmidt Motorsports nahm er an drei Rennen teil. Sein Auto wurde zudem von AFS Racing mitvorbereitet. Er schloss die Saison auf dem 33. Gesamtrang ab. Weitere Rennen absolvierte er nicht.
2012 wechselte Plowman in den Langstreckensport zu Conquest Racing in die American Le Mans Series (ALMS). Zusammen mit David Heinemeier Hansson gewann er zweimal die LMP2-Wertung. Die beiden belegten in dieser am Saisonende den zweiten Rang. 2013 erhielt Plowman ein Cockpit bei OAK Racing in der FIA-Langstrecken-Weltmeisterschaft (WEC). Er fuhr zusammen mit Bertrand Baguette und Ricardo González. Die drei gewannen zweimal die LMP2-Wertung, unter anderem beim 24-Stunden-Rennen von Le Mans. Die beste Gesamtplatzierung war ein vierter Platz. Die drei beendeten die Saison auf dem zehnten Platz in der Weltmeisterschaft und entschieden die Trophäe für LMP2-Fahrer für sich.
Plowman trat 2014 für BAR1 Motorsports zu drei Rennen der neugegründeten United SportsCar Championship (USCC) und zu zwei IndyCar-Rennen für A. J. Foyt Enterprises an.

## Statistik

### Karrierestationen
| - 2003–2005: Kartsport - 2006: Italienische Formel Renault (Platz 5) - 2006: Formel Renault 2.0 Eurocup (Platz 23) - 2007: Italienische Formel Renault (Platz 7) - 2007: Formel Renault 2.0 Eurocup (Platz 26) | - 2008: Formel-3-Euroserie (Platz 31) - 2009: Indy Lights (Platz 11) - 2010: Indy Lights (Platz 3) - 2011: IndyCar Series (Platz 33) - 2012: ALMS, LMP2 (Platz 2) | - 2013: WEC (Platz 10) - 2014: USCC, PC - 2014: IndyCar Series (Platz 34) |

### Einzelergebnisse in der IndyCar Series
| Jahr | Team                    | 1   | 2   | 3   | 4   | 5    | 6   | 7   | 8   | 9   | 10  | 11  | 12  | 13  | 14  | 15  | 16  | 17  | 18  | Punkte | Rang |
| ---- | ----------------------- | --- | --- | --- | --- | ---- | --- | --- | --- | --- | --- | --- | --- | --- | --- | --- | --- | --- | --- | ------ | ---- |
| 2011 | Sam Schmidt Motorsports | STP | ALA | LBH | SAO | INDY | TXS | TXS | MIL | IOW | TOR | EDM | MDO | NHA | SNM | BAL | MOT | KTY | LSV | 49     | 33.  |
| 2011 | Sam Schmidt Motorsports |     |     |     |     |      |     |     |     |     |     |     | 18  |     | 12  | 11  |     |     |     | 49     | 33.  |
| 2014 | A. J. Foyt Enterprises  | STP | LBH | ALA | IMS | INDY | DET | DET | TXS | HOU | HOU | POC | IOW | TOR | TOR | MDO | MIL | SNM | FON | 18     | 34.  |
| 2014 | A. J. Foyt Enterprises  |     |     |     | 18  | 2332 |     |     |     |     |     |     |     |     |     |     |     |     |     | 18     | 34.  |

(Legende)

### Le-Mans-Ergebnisse
| Jahr | Team       | Fahrzeug    | Teamkollege       | Teamkollege      | Platzierung            | Ausfallgrund |
| ---- | ---------- | ----------- | ----------------- | ---------------- | ---------------------- | ------------ |
| 2013 | OAK Racing | Morgan LMP2 | Bertrand Baguette | Ricardo González | Rang 7 und Klassensieg |              |

### Sebring-Ergebnisse
| Jahr | Team               | Fahrzeug    | Teamkollege              | Teamkollege | Teamkollege    | Platzierung | Ausfallgrund |
| ---- | ------------------ | ----------- | ------------------------ | ----------- | -------------- | ----------- | ------------ |
| 2012 | Conquest Endurance | Morgan LMP2 | David Heinemeier Hansson | Jan Heylen  |                | Rang 41     |              |
| 2014 | BAR1 Motorsports   | Oreca FLM09 | Doug Biefield            | Tomy Drissi | Chapman Ducote | Rang 44     |              |
| 2015 | BAR1 Motorsports   | Oreca FLM09 | Marc Drumwright          | Tomy Drissi | David Cheng    | Rang 29     |              |